# ماكسيم بوسيس
ماكسيم بوسيس (بالفرنسية: Maxime Bossis)‏ ، المولود في 26 يونيو 1955, لاعب كرة قدم فرنسي سابق.
لعب مع منتخب فرنسا لكرة القدم.

## روابط خارجية
- ماكسيم بوسيس على موقع الاتحاد الدولي (مؤرشف)  (الإنجليزية)
- ماكسيم بوسيس على موقع قاعدة بيانات كرة القدم.إي يو (الإنجليزية)
- ماكسيم بوسيس على موقع ليكيب (الفرنسية)
- ماكسيم بوسيس على موقع ناشيونال فوتبول تيمز (الإنجليزية)
- ماكسيم بوسيس على موقع عالم كرة القدم.نت (الإنجليزية)